# Braylon Edwards
Pour les articles homonymes, voir Edwards.
(en) Statistiques sur pro-football-reference
Braylon Edwards, né le 21 février 1983 à Détroit (Michigan), est un joueur américain de football américain évoluant au poste de wide receiver.
Son père Stan Edwards, professionnel lui aussi, joua avec les Oilers de Houston et les Lions de Détroit.
Étudiant à l'Université du Michigan, il remporte en 2004 le Fred Biletnikoff Award.
Il fut drafté en 2005 à la 3e place (premier tour) par les Browns de Cleveland, après Alex Smith et Ronnie Brown. Il joue depuis dans cette franchise et s'est imposé dans l'équipe première.
Durant la saison NFL 2007, il fut l'un des meilleurs marqueurs de touchdowns en saison régulière. Il a été sélectionné pour le Pro Bowl 2007, devenant ainsi le premier wide receiver des Browns à jouer en Pro Bowl depuis Webster Slaughter en 1989.
En 2009, il est échangé aux Jets de New York contre le wide receiver Chansi Stuckey, le linebacker Jason Trusnik et deux choix de draft.
En 2011, il signe aux 49ers de San Francisco.